# Transferencia tecnológica
La transferencia de tecnología es el proceso en el que se transfieren habilidades, conocimiento, tecnologías, métodos de fabricación, muestras de fabricación e instalaciones entre los gobiernos o las universidades y empresas privadas para asegurar que los avances científicos y tecnológicos sean accesibles a un mayor número de usuarios que puedan desarrollar y explotar aún más esas tecnologías en nuevos productos y crear valor, procesos, aplicaciones, materiales o servicios.
Las nuevas tecnologías de la información, y en especial Internet, sobresalen en la transferencia tecnológica: tanto como contenidos a divulgar hasta su papel como vía para crear contactos de colaboración entre centros de investigación, empresas y entidades financieras con un coste relativamente reducido, buscando una gestión eficiente del proceso de transferencia de conocimiento. La Transferencia tecnológica se documenta habitualmente a través de convenios de colaboración entre empresas, universidades u ONG.
Castro Díaz-Balart, F. (2002),  propone, que la transferencia de tecnología abarca el conjunto de las siguientes acciones:
- Venta o cesión bajo licencia de cualquier forma de propiedad industrial. Los derechos de propiedad industrial constituyen una especie de monopolio que posee el inventor y tienen como objetivo estimular la investigación y la aplicación de sus resultados en beneficio del mercado.
- Transmisión de conocimientos técnicos especializados y experiencias, bajo la forma de estudios de fiabilidad, planos, modelos, manuales. Fórmulas detalladas o instrucciones específicas.
- Transmisión de conocimientos tecnológicos para adquirir, instalar y utilizar máquinas, materiales o bienes intermedios.
- Transmisión de conocimientos tecnológicos necesarios para la instalación, operación y funcionamiento de proyectos llave en mano.
- Materiales destinados a la formación de personal y servicios, tanto de consultoría como de gestión, prestados por personal especializado.

El objetivo de las colaboraciones para transferencia tecnológica es impulsar el desarrollo y crecimiento de los diversos sectores de la sociedad mediante el acceso al conocimiento y experiencia de los grupos de investigación, innovación y desarrollo o evolución tecnológica.
Los objetivos específicos son:
- Transferir conocimiento y habilidades entre los diferentes sectores productivos para estimular la economía.
- Impulsar el desarrollo, formación y capacitación de excelencia de los integrantes de las diversas organizaciones e instituciones.
- Incrementar el interés por las actividades de investigación y formación académica en el sector productivo de la región.
- Generar productos y actividades explotables desde el punto de vista comercial, derivados de la innovación tecnológica.
- Generar nuevos espacios de inversión para el sector privado en las áreas de innovación tecnológica, basados en activos de propiedad industrial tales como patentes.
- Crear espacios de colaboración y licencia tecnológica entre los diferentes sectores involucrados.
- Generar valor y competitividad en las compañías.
- Generar propiedad intelectual e industrial.

Los proyectos de transferencia tecnológica impulsan la competencia y los beneficios económicos de las instituciones y organizaciones.
El diseño y desarrollo de metodologías y plataformas tecnológicas educativas es un ejemplo típico de Transferencia Tecnológica. Pueden verse como ejemplo las propuestas desde la Universidad UNAM o el Modelo de Transferencia Elearning que realiza la fundación Iwith.org.

## Modelos de Transferencia Tecnológica
Actualmente existen al menos 4 modelos de Transferencia Tecnológica, desde modelos básicos hasta algunos modelos complejos. Estos explican la relación que existen entre las instituciones participantes en la transferencia tecnológica, donde las más recurrentes instituciones son las universidades y las empresas, ya que las primeras son las principales generadoras de conocimiento y las segundas permiten la masificación del conocimiento a través de la comercialización propia de la naturaleza de las empresas.

### Modelo Lineal
Bajo este modelo se puede expresar la transferencia tecnológica de una universidad a una empresa como una secuencia lineal de etapas establecidas. Este modelo cuenta con 7 etapas, las cuales son el descubrimiento científico, la declaración de la invención, la evaluación de la invención para la patentación, la patente, la comercialización de la tecnología, la negociación de la licencia y finalmente el licenciamiento. Cada una de estas etapas son dependientes de la anterior, siendo la desencadenante de todo la primera etapa de Descubrimiento científico. "El modelo lineal concibe la innovación industrial como un proceso que va desde la investigación básica (universitaria) a la investigación aplicada y de ahí continua el desarrollo hasta llegar a la comercialización"

### Modelo Dinámico
El modelo dinámico surge de un análisis más detallado y minucioso de cada etapa establecida en el modelo lineal, en el cual se identificaron 10 propuestas o supuestos básicos.
- P1. Las universidades que proveen mayores incentivos a la participación de los investigadores en transferencia tecnológica generan más patentes y licencias.
- P2. Las universidades que asignan más recursos para las Oficinas de Transferencia Tecnológica (en adelante OTTs) generan más patentes y licencias.
- P3. Las universidades que asignan más recursos para las OTTs, dedican más esfuerzos a mercadear las tecnologías en la industria.
- P4. Un bajo nivel de entendimiento cultural reduce la efectividad de los esfuerzos de la Universidad por comercializar los resultados de sus investigaciones.
- P5. Un bajo nivel de entendimiento cultural impide la negociación de los acuerdos de licenciamiento.
- P6. Las OTTs administradas por personas con experiencia y habilidades en mercadeo dedicarán mayores esfuerzos en establecer alianzas con las empresas.
- P7. Las OTTs administradas por personas con experiencia y conocimiento en negociación son más exitosas en concretar los acuerdos de transferencia tecnológica con las empresas.
- P8. Baja flexibilidad por parte de la universidad se deriva en un menor número de acuerdos de transferencia con las empresas/empresarios.
- P9. Cuando la inflexibilidad de la universidad es alta, los investigadores tienden a evadir el proceso formal de transferencia y recurren a otros mecanismos informales.
- P10. Las Universidades que se involucran en la transferencia de conocimiento científico-tecnológico a las empresas, experimentan un incremento en la actividad investigativa básica o fundamental.

Este modelo concibe la transferencia como un proceso que toma en consideración el análisis de los factores internos que pueden afectar el proceso exitoso de transferencia de conocimiento científico-tecnológico. A pesar de ser una propuesta más integral respecto del modelo lineal, ella no contempla el análisis de los factores externos al proceso de transferencia, entre ellos el papel del Estado.

### Modelo Triple Hélice
Este modelo da una explicación tanto de los factores internos al proceso de transferencia tecnológica como a los externos. Este modelo abarca la tríada compuesta por universidades como generadoras de tecnología, empresas como encargados de dar a conocer las tecnologías a través de los mercados y el estado, cuyo rol ha sido ampliamente discutido y modificado a lo largo del tiempo.
La visión del rol del estado en la tríada ha sido modificada dos veces, dando lugar a tres Modelos Triple Hélice a lo largo del tiempo. El primero describía el rol de estado como intermediario entre las funciones de las universidades y las empresas. El segundo compartía la idea de que el rol del estado iba más allá de simple intermediario y que por lo tanto este se establecía como otro ente directo en la transferencia tecnológica dando el permiso del desarrollo tecnológico, pero que su función era completamente indiferente a la realizada por los otros 2 entes, universidades y empresas. En cambio, el tercer modelo unió la participación de los 3 entes planteando las posibilidades de que cada uno podía trabajar tanto de manera conjunta como separada, tal es el caso, en un ejemplo claro, de empresas que cuentan con laboratorios propios (que cumplen función de empresas y universidades a la vez). Además de poder interactuar entre ellas, existe la posibilidad de una triple participación, donde interactúe Estado, Universidades y Empresas como uno solo.

### ModeloCatch Up
Este último modelo explica que la transferencia tecnológica también se puede dar por la imitación y captación de tecnología por un tercero. Esto sucede al desarrollarse una competencia por mejorar productos los cuales puedan competir en los mercados de mejor forma, por lo cual no solo se transfiere tecnología a través de la imitación y la captación, sino también se desarrolla esta tecnología conforme es solicitada por los mercados. Un ejemplo de esto es entregado por el profesor Linsu Kim, profesor de la universidad de Corea, el cual sobre la base de un estudio exhaustivo de la industria del automóvil en la República de Corea, elaboró un modelo integrador para la comprensión de la dinámica del aprendizaje tecnológico como método de transferencia tecnológica en el plano empresarial.

## Etapas de la transferencia tecnológica
El proceso de transferencia tecnológica puede explicarse con las siguientes etapas. Estos pasos pueden variar en su secuencia y a menudo se producen de forma simultánea, en función del tipo de invención o tecnología, fase del desarrollo, su madurez o el mercado objetivo.
- Etapa 1: Análisis de la innovación y su contexto (Idea/contexto)

1. Actividades de investigación y desarrollo.
2. Preevaluación como guía para finalizar los desarrollos y para los procesos posteriores.
3. Características de la invención: análisis 360°.

- Etapa 2: Definición de estrategias de protección y explotación (Punto de decisión)

1. Evaluación del potencial de comercialización y potencial de protección.
2. Evaluación de las estrategias de protección.
3. Identificación de los clientes potenciales y su interés en el mercado.

- Etapa 3: Comercialización (Acuerdo y escalado)

1. Construir sobre un negocio existente o un nuevo negocio.
2. Acuerdo de licencia.
3. Comercialización con un proyecto de escalado.

- Etapa 4: Retornos (Reinversión I+D)

1. Royalties, ventas, ventajas fiscales.[7]

## Acuerdos de transferencia de tecnología
Los acuerdos o contratos de transferencia son una manera formal de transferencia de tecnología por los que los titulares de los derechos de propiedad intelectual conceden licencias para el uso de tecnología.Entre los tipos de acuerdo más comunes se encuentran:
- Acuerdos de concesión de licencias para la transferencia de tecnología. Son contratos jurídicamente vinculantes en virtud de los cuales el titular de la propiedad intelectual sobre una tecnología, denominado licenciante, autoriza a otra persona, denominada licenciatario, a utilizar la propiedad intelectual en los términos del acuerdo.[9]

- Cesión de derechos de propiedad intelectual. Es la transferencia de la titularidad de un derecho de propiedad intelectual del propietario, denominado cedente a otra persona física o jurídica, denominada cesionario con efecto permanente. Difiere de la concesión de licencias en su carácter definitivo.[9]

- Acuerdos de confidencialidad o no divulgación. Son acuerdos jurídicamente vinculantes que prohíben la divulgación o el uso de información confidencial para fines distintos a los que se especifican en el acuerdo.[9]
- Acuerdos de colaboración con fines de investigación. Son acuerdos celebrados entre dos o más partes que desean cooperar para desarrollar y, posiblemente, comercializar una nueva tecnología. [9]
- Acuerdos de consultoría. Son acuerdos por los que se ofrecen servicios especializados a un socio comercial a cambio de una retribución. Comúnmente celebrados por universidades ofreciendo consultorías de su cuerpo académico.[9]
- Acuerdos de transferencia de material. Son acuerdos que establecen la transferencia de activos físicos y materiales de investigación entre un proveedor y un destinatario que los requiere para sus investigaciones propias.[9]